# Samsung Galaxy Note 20
Samsung Galaxy Note 20 (stilizzato come Note20) è una linea di smartphone dedicati alla produttività basati su Android, sviluppati, prodotti e commercializzati da Samsung Electronics come parte della serie Samsung Galaxy Note. I phablet sono stati annunciati il 5 agosto 2020 insieme al Samsung Galaxy Z Fold 2, Galaxy Watch 3, Galaxy Buds Live, Samsung Galaxy Tab S7 e Galaxy Tab S7 Plus durante l'evento Samsung Unpacked.
Gli smartphone includono il supporto per la connettività 5G, che consente connessioni mobili con larghezza di banda maggiore e bassa latenza dove è disponibile la copertura di rete 5G. La S-Pen del Note 20 ha una latenza fino a 4 volte migliore rispetto a quella delle generazioni precedenti.
A differenza del suo predecessore, la gamma Note 20 non presenta una variante "+" come il Galaxy Note 10.
Insieme alla sua variante Note 20, è l'ultimo phablet della serie Note. Il suo successore, nato dall'unione della serie "S" e "Note", è il Samsung Galaxy S22 Ultra 5G.

## Design
La serie Galaxy Note 20 mantiene un design frontale simile al Galaxy Note 10 e al Galaxy S20, con un display Infinity-O contenente un foro circolare in alto al centro per la fotocamera frontale. Come il Galaxy S20, l'array della fotocamera posteriore si trova nell'angolo con una sporgenza rettangolare, che ospita 3 fotocamere.
Entrambi sono i primi dispositivi Galaxy a utilizzare un telaio in acciaio inossidabile. Il Note 20 utilizza Gorilla Glass 5 per lo schermo, mentre il Note 20 Ultra ha Gorilla Glass Victus sia per lo schermo che per il pannello posteriore. Le colorazoni del Note 20 sono Mystic Gray, Mystic Green e Mystic Bronze, mentre quelle del Note 20 Ultra sono Mystic Bronze, Mystic White e Mystic Black.

## Specifiche

### Hardware

#### Chipset
La linea Galaxy Note 20 comprende due modelli con varie specifiche hardware; i modelli internazionali del Note 20 utilizzano il system-on-chip Exynos 990, mentre i modelli statunitensi utilizzano Qualcomm Snapdragon 865+. Entrambi i SoC sono basati su un nodo tecnologico di elaborazione da 7 nm.

#### Schermo
Il display di Galaxy Note 20 non è curvo, a differenza di quello di Note 20 Ultra. I due smartphone dispongono rispettivamente di un display da 6,7 pollici e di uno da 6,9 pollici. Il Note 20 utilizza un Super AMOLED Plus, mentre il Note 20 Ultra un Dynamic AMOLED 2X. Entrambi i modelli utilizzano un sensore di impronte digitali a ultrasuoni sotto lo schermo.

#### Memoria
La quantità di RAM di base è 8 GB, abbinata a 128 o 256 GB di memoria interna standard.
Note 20 Ultra è disponibile nella configurazione con 12 GB di RAM e 512 GB di ROM, espandibili tramite MicroSD.

#### Batteria
Note 20 e Note 20 Ultra utilizzano batterie agli ioni di litio non rimovibili, rispettivamente da 4300 mAh e 4500 mAh. La ricarica induttiva Qi è supportata, così come la capacità di caricare altri dispositivi compatibili con Qi tramite il retro dei dispositivi. La ricarica cablata è supportata tramite USB-C fino a 25 W.

#### Connettività
Il duo viene fornito con connettività standard 5G, anche se alcune regioni potrebbero avere varianti speciali LTE o sub-6 GHz. I dispositivi sono sprovvisti di jack audio da 3,5 mm

#### Fotocamera
Note 20 presenta specifiche della fotocamera simili a quelle del Samsung Galaxy S20, che includono un sensore da 12 MP, un teleobiettivo da 64 MP e un sensore ultrawide da 12 MP. Il teleobiettivo supporta lo zoom ottico ibrido 3X e lo zoom ibrido fino a 30X.
Note 20 Ultra possiede dei moduli fotografici più avanzati rispetto al modello base, che includono un sensore da 108 MP, un teleobiettivo da 12 MP "periscopio" e un sensore ultrawide da 12 MP. La fotocamera con teleobiettivo supporta lo zoom ottico 5X e lo zoom ibrido 50X.
La funzione Scatto Singolo, introdotta con la S20, consente agli utenti di acquisire foto o video simultaneamente con diversi sensori, automaticamente. Entrambi i modelli possono registrare video 8K a 24 fps. Sul Note 20, questo è abilitato dal teleobiettivo da 64 MP, mentre il sensore wide da 108 MP del Note 20 Ultra supporta nativamente il video 8K.

#### S-Pen
La S-Pen ha una latenza di 26 ms su Note 20 e 9 ms su Note 20 Ultra, ridotta rispetto ai precedenti 42 ms di Note 10 e Note 10+. Inoltre, ottiene cinque nuovi gesti che funzionano sull'interfaccia utente utilizzando gli accelerometri e il giroscopio, nonché la "previsione dei punti basata sull'intelligenza artificiale". Anche la durata della batteria è stata migliorata da 10 a 24 ore.

#### Software
I dispositivi messi sul mercato sono dotati del sistema operativo Android 10 con interfaccia One UI 2.5 .
A partire da dicembre 2020 hanno cominciato a ricevere l'aggiornamento ad Android 11 con interfaccia One UI 3.0, mentre da febbraio 2021 è iniziato l'aggiornamento alla One UI 3.1.
A partire dalla fine di dicembre 2021, vengono aggiornati ad Android 12 con One UI 4.0, passata poi a partire dalla fine di marzo 2022 alla versione 4.1.
Nel Novembre 2022 viene aggiornato ad Android 13 con One UI 5.0, e nel Febbraio 2023 alla One UI 5.1

## Accessori

### Clear view cover
È una cover con una trama in finto tessuto, con una finestra verticale disposta sulla parte destra dello schermo. Con il suo spessore protegge il comparto fotocamera e il flash, dal contatto su una superficie, rendendo anche più ergonomico il telefono poggiato su una superficie. E' sprovvista di calamita per la chiusura del coperchio, mantiene la forma originaria del telefono, con il bordo che proteggere tutta la cornice del telefono (tasti fisici compresi), e all'apertura si attiva automaticamente lo schermo del phablet.
Dalla finestra, con la cover chiusa e grazie al software Samsung, è possibile interagire con la schermata di blocco della cover per alcune funzioni, senza aprire il coperchio:
Nella schermata principale mostra l'ora, la data, il livello di carica della batteria, e le icone delle notifiche ricevute. Permette di rispondere e rifiutare le chiamate, interrompere sveglie/timer e avvisi degli eventi su calendario. La schermata può rimanere attiva permanente se viene attivato l'always on display.
Se attiva la riproduzione musicale, tramite Samsung Music oppure Spotify, si attiva una seconda schermata che permette di mettere in pausa il brano, oppure passare al brano successivo/precedente.
Con Android 11, premendo il tasto di accensione/spegnimento, è possibile spegnere o riavviare il phablet dalla schermata della cover.
L'aggiornamento ad Android 12 introduce la schermata di interazione con l'assistente vocale Bixby.
La cover è disponibile anche per la variante Galaxy Note 20